# 贾进才
贾进才（1909年—1996年12月11日），男，山西昔阳人，中华人民共和国政治人物。

## 生平
贾进才是山西省昔阳县大寨村人。早年在地主家当长工。1946年7月，加入中国共产党。他在大寨组织了第一个互助组，带领群众进行土地改革，主张自力更生。1947年，担任山西省昔阳县大寨村第一任党支部书记，同年介绍陈永贵入党。1952年冬，贾进才向张怀英推荐陈永贵担任党支部书记。大寨村党支部班子进行改选，陈永贵当选为党支部书记，贾进才担任副书记，贾来恒为宣传委员，宋立英、贾承财为支部委员。1965年5月21日，中华人民共和国国务院总理周恩来访问大寨时，称贾进才为“老英雄”。
1966年10月，贾进才应邀到天安门广场参加中华人民共和国国庆17周年庆典。文化大革命爆发后，全国掀起农业学大寨之风，贾进才与陈永贵、郭凤莲、宋立英并称大寨四大名人。
1980年、1982年、1986年、1989年，贾进才以特邀农业劳动模范的身份出席了山西省农业先进单位和劳动模范代表会议。1989年9月，他以特邀农业劳动模范的身份，出席了全国劳模和先进工作者表彰大会。1996年12月11日，因病去世，死后葬在大寨村。

## 家庭
妻子宋立英，曾任大寨村妇联主任、山西省妇联副主任、第五届全国政协委员等职务，荣获全国三八红旗手。退休后在当地开设“宋立英旅游精品店”。两人有两儿两女。